# Uredo cannae
Uredo cannae é uma espécie  do gênero Uredo.  